# Љубичевске коњичке игре
На десној обали Мораве налази се једна од најстаријих ергела, Љубичево. На месту данашњег Љубичева, пре оснивања ергеле, било је велико пољопривредно добро кнеза Милоша „Морава“. У априлу 1860. Милош је поклонио држави своје имање Морава.
Истовремено, Милош је наредио да се ту пресели ергела коња из Ћуприје, коју је нешто раније основао Александар Карађорђевић. У Ћуприји је остала само филијала Добричево, а у јесен те године изграђена је велика штала у Љубичеву и скоро читава ергела пресељена. 
За време владавине кнеза Михаила 1866. када је управник био ага Јефта, у спомен на кнегињу Љубицу, жену кнеза Милоша, пољопривредно добро је названо Љубичево.

## Дунавско коло „Кнез Михајло“
При крају 19. века, оснивањем Дунавског кола јахача „Кнез Михајло“ у Пожаревцу, отпочело се са организовањем трка коња. Оваквих трка било је више пута у току године, а нарочито почетком септембра. Такво једно такмичење одржано је у недељу, 4. септембра 1932. године на тркалишту „Михаиловац“, у 3 часа после подне.

## Изложба Љубичевских коња
Дунавско коло јахача „Кнез Михајло“ из Пожаревца, организујући трку коња, приредило је и изложбу коња. Изложба коња одржана је у кругу касарне, 9. пешадијског пука у 9 часова пре подне. Изложба је била организована у 7 одељења зависно од старости и приплодности. Главни спонзор изложбе било је Министарство пољопривреде, које је Колу јахача, као организатору, доделило помоћ од 2000 динара. Коло је из својих средстава набавило урале, зобнице, четке и друго, те су сва изложбена грла добила по један од ових предмета. На изложби су додељене награде за сваку категорију и то: за I место 300 динара, за II 200 динара, а за III 100 динара. Комисија која је оцењивала грла била је састављена од најкомпетитивнијих људи Пожаревца, који су радили на плану подизања коњарства. Одбор су чинили: директор државне ергеле „Љубичево“ г. Милош Радосављевић, управник Пољопривредне школе, г. Јован Дулић, ветеринарски саветник, г. Петар Савић и Живојин Перић из Пожаревца. Уз учешће преко стотину грла из целог Пожаревачког округа, неколико расних грла из Пожаревца однело је награде у скоро свим категоријама. 

### Почеци „Љубичевских коњичких игара“
По подне, истог дана, одржане су трке на тркалишту „Михаиловац“. Одржане су четири посебне трке и то: I трка двогода, приплодна мушка и женска грла, ождребљена 1930. године у земљи. Дужина стазе износила је 1200 метара. Оптерећења су била за мушка грла 58, а за женска 56 кг, док су полукрвна грла носила по 5 килограма мање. II трка била је за мушка и женска грла ождребљена у 1929. години у земљи. Дужина стазе била је 1800 метара. III трка била је за сва грла од три године и старија без обзира на старост. Дужина стазе била је 2400 метара. IV трка била је за одабрана грла државне ергеле „Љубичево“. Дужина стазе била је 2800 метара. 

### Пожаревачке културне манифестације
Награде са прве три трке биле су: I место 2100 динара, II место 1000 динара, и III место 600 динара. Док је трка „Љубичево“ давала награде у даровима. Изложба и трке коња привукле су велики број учесника и гледалаца и према тадашњим извештачима, у потпуности успела јер је подигла интересовање и дух за коњарство. И онда, као и данас, у време организовања Љубичевских коњичких игара, организује се истовремено и низ културно-уметничких манифестација. Тако је у недељу 4. септембра 1932. године, у време организовања изложбе и трка коња, организован концерт 9. пешадијског пука у Градском парку, са почетком у 11 часова пре подне, а увече је Народно бановинско позориште у Пожаревцу, играло представу „Шампион бокса“ од Шварца и Матарана.
Војна музика 9. пешадијског пука, под управом свога капелника г. Доминиса Ивана, у Градском парку, где су иначе одржавани овакви концерти сваке недеље и за сваки празник, са следећим програмом: Урбан, „Пер аспера ад астра“ марш, Диоминис „Буртос“ увертира, Бродил „Из Ниша и околине“ поптури, Верди „Аида“, Урбан „Са истока“ потпури. Позориште је иначе своје представе давало у новој сали трговачке омладине сваког уторка, четвртка, суботе и недеље. Тадашња два пожаревачка биоскопа „Шухарт“ и „Круна“, на својим репертоарима, у окриву дневних и вечерњих представа, имале су филмове: „Победоносна каравана“ у гл. улози Рихар Алрер и Фај Врај, а били су ту и филмови „Сјена мањежа“, „Тарцан“ I део. Одржавана су и научна предавања на ондашњем Народном универзитету, што је све чинило културни амбијент и атмосферу грађанског Пожаревца тих тридесетих година 20. века.

## Витезови Љубичевских игара
Освајачи Љубичевских коњичких игара почев од 1964. су: Мирослав Буковчић, каскадер 1964, Живота Прокић земљорадник 1965, Зоран Миљковић, студент, 1966, 1967, Војислав Трифуновић, 1968, Рајко Голић, службеник, 1969, 1970, 1978, Љубиша Петровић, 1971, 1972, 2002, Петар Урошевић, 1972, 1975, Мирослав Ранђеловић, 1973, Бранислав Ђурић, 1974, 1976, Драган Николић, 1977, Раде Миловановић, 1979, 1983, 1984, 1988, 1992, Зоран Ивић, 1985, 1986, 1989, Синиша Стокић, 1982, 1991, 1997, 2007, Мирко Станковић, 1987, Зоран Милошевић, 1990, Душан Миљковић, 1993, Слободан Симоновић, 1994, Војин Мирковић, 1995, Небојша Дозет, 1996, 2000, 2001, Драгиша Марковић, 1998, Даворин Живковић, 1999, 2004, 2005, Малиша Вујчић, 2003, Слађан Младеновић, 2006.